# 虎头镇 (合江县)
虎头镇，原为虎头乡，是中华人民共和国四川省泸州市合江县曾经下辖的一个镇。2019年12月，撤销虎头镇，将其所属行政区域划归荔江镇管辖。

## 行政区划
虎头镇撤銷前下辖以下地区：
堰坝社区、河坝村、五亩村、小寨村、花桂村、甘雨村、河嘴村、双河村和坪上村。